# Listă de conducători de stat din 1705
1701 - 1702 - 1703 - 1704 - 1705 - 1706 - 1707 - 1708 - 1709
Aceasta este o listă a conducătorilor de stat din anul 1705:

## Europa
- Anglia: Anna (regină din dinastia Stuart-Orania, 1702-1714)
- Austria: Leopold I (arhiduce din dinastia de Habsburg, 1658-1705; totodată, rege al Cehiei, 1657-1705; totodată, rege al Ungariei, 1657-1705; totodată, rege al Germaniei, 1658-1705; totodată, împărat occidental, 1658-1705) și Iosif I (arhiduce din dinastia de Habsburg, 1705-1711; totodată, rege al Ungariei, 1705-1711; totodată, rege al Cehiei, 1705-1711; totodată, rege al Germaniei, 1705-1711; totodată, împărat occidental, 1705-1711)
- Bavaria: Maximilian al II-lea (principe elector din dinastia de Wittelsbach, 1679-1726)
- Brandenburg: Frederic al III-lea (mare principe elector din dinastia de Hohenzollern, 1688-1713; totodată, duce de Prusia, 1688-1713; rege, din 1703)
- Cehia: Leopold I (rege din dinastia de Habsburg, 1657-1705; totodată, rege al Ungariei, 1657-1705; ulterior, arhiduce de Austria, 1658-1705; ulterior, rege al Germaniei, 1658-1705; ulterior, împărat occidental, 1658-1705) și Iosif I (rege din dinastia de Habsburg, 1705-1711; totodată, arhiduce de Austria, 1705-1711; totodată, rege al Ungariei, 1705-1711; totodată, rege al Germaniei, 1705-1711; totodată, împărat occidental, 1705-1711)
- Crimeea: Ghazi Ghirai al III-lea ibn Selim (han din dinastia Ghiraizilor, 1704-1707)
- Danemarca: Frederik al IV-lea (rege din dinastia de Oldenburg, 1699-1730)
- Florența: Cosimo al III-lea (mare duce din familia Medici, 1670-1723)
- Franța: Ludovic al XIV-lea cel Mare (rege din dinastia de Bourbon, 1643-1715)
- Genova: Antonio Grimaldi-Ceba (doge, 1703-1705) și Stefano Onorato Ferreti (doge, 1705-1707)
- Germania: Leopold I (rege din dinastia de Habsburg, 1658-1705; totodată, rege al Cehiei, 1657-1705; totodată, rege al Ungariei, 1657-1705; totodată, arhiduce de Austria, 1658-1705; totodată, împărat occidental, 1658-1705) și Iosif I (rege din dinastia de Habsburg, 1705-1711; totodată, arhiduce de Austria, 1705-1711; totodată, rege al Ungariei, 1705-1711; totodată, rege al Cehiei, 1705-1711; totodată, împărat occidental, 1705-1711)
- Gruzia: Gheorghe al XI-lea (Șah Nawaz al II-lea) (rege din dinastia Bagratizilor, 1656/1658-1688, 1703-1709)
- Gruzia, statul Imeretia: Gheorghe al V-lea (rege din dinastia Bagratizilor, 1702-1711, 1711-1713, 1713-1716)
- Gruzia, statul Kakhetia: David al II-lea (Imam Kuli Han) (rege din dinastia Bagratizilor, 1703-1722)
- Imperiul occidental: Leopold I (împărat din dinastia de Habsburg, 1658-1705; totodată, rege al Cehiei, 1657-1705; totodată, rege al Ungariei, 1657-1705; totodată, arhiduce de Austria, 1658-1705; totodată, rege al Germaniei, 1658-1705) și Iosif I (împărat din dinastia de Habsburg, 1705-1711; totodată, arhiduce de Austria, 1705-1711; totodată, rege al Ungariei, 1705-1711; totodată, rege al Cehiei, 1705-1711; totodată, rege al Germaniei, 1705-1711)
- Imperiul otoman: Ahmed al III-lea (sultan din dinastia Osmană, 1703-1730)
- Lorena Superioară: Leopold (duce titular din dinastia de Lorena-Vaudemont, 1690-1729; duce, din 1697)
- Mantova: Ferdinando Carlo (duce din casa Gonzaga-Nevers, 1665-1708)
- Modena: Rinaldo (duce din casa d'Este, 1694-1737)
- Moldova: Mihai Ion Racoviță (domnitor, 1703-1705, 1707-1709, 1715-1726; ulterior, domnitor în Țara Românească, 1730-1731, 1741-1744) și Antioh Cantemir (domnitor, 1695-1700, 1705-1707)
- Monaco: Antonio (principe din casa Grimaldi, 1701-1731)
- Muntenegru: Danilo Petrovic (vlădică din dinastia Petrovic-Njegos, 1697-1735)
- Parma și Piacenza: Francesco Maria (duce din casa Farnese, 1694-1727)
- Polonia: August al II-lea cel Puternic (rege din dinastia de Saxa, 1697-1706, 1709-1733; totodată, principe elector de Saxonia, 1694-1733) și Stanislaw Leszczynski (rege, 1704-1709, 1733-1734; ulterior, duce de Lorena, 1738-1766)
- Portugalia: Pedro al II-lea (rege din dinastia de Braganca, 1683-1706)
- Prusia: Frederic al II-lea (duce din dinastia de Hohenzollern, 1688-1713; rege, din 1703; totodată, mare principe elector de Brandenburg, 1688-1713)
- Rusia: Petru I cel Mare (țar din dinastia Romanov, 1696-1725; împărat, din 1721)
- Savoia: Vittorio Amedeo al II-lea (duce, 1675-1730; ulterior, rege al Siciliei, 1713-1718; ulterior, rege al Sardiniei, 1720-1730)
- Saxonia: Frederic August I cel Puternic (principe elector din dinastia de Wettin, 1694-1733; ulterior, rege al Poloniei, 1697-1706, 1709-1733)
- Spania: Filip al V-lea (rege din dinastia de Bourbon, 1700-1724, 1724-1746)
- Statul papal: Clement al XI-lea (papă, 1700-1721)
- Suedia: Carol al XII-lea (rege din dinastia Pfalz-Zweibrucken-Kleeburg, 1697-1718)
- Transilvania: Mihail Apafi al II-lea (principe, 1681-1713), Francisc Rakoczi al II-lea (principe, 1704-1711) și Gheorghe Banffy I de Losoncz (guvernator, 1691-1708)
- Țara Românească: Constantin Brâncoveanu (domnitor, 1688-1714)
- Ungaria: Leopold I (rege din dinastia de Habsburg, 1657-1705; totodată, rege al Cehiei, 1657-1705; ulterior, arhiduce de Austria, 1658-1705; ulterior, rege al Germaniei, 1658-1705; ulterior, împărat occidental, 1658-1705) și Iosif I (rege din dinastia de Habsburg, 1705-1711; totodată, arhiduce de Austria, 1705-1711; totodată, rege al Cehiei, 1705-1711; totodată, rege al Germaniei, 1705-1711; totodată, împărat occidental, 1705-1711)
- Veneția: Alvise Mocenigo al II-lea (doge, 1700-1709)

## Africa
- Așanti: Osei Tutu (așantehene, cca. 1680-cca. 1720)
- Bagirmi: Abd al-Kadir I (mbang, 1680-1707)
- Benin: Ewuakpe (obba, cca. 1700-cca. 1712)
- Buganda: Kagulu, Kikulwe și Mawanda (kabaka, 1704-1734)
- Dahomey: Akaba (Wibega) (rege, 1680/1685-1708)
- Darfur: Musa ibn Sulaiman (sultan, ?-?) (?) Ahmad Bakr ibn Musa (sultan, ?-?) (?)
- Ethiopia: Iyasu (Jasus) I (Adjam Sagad I) (împărat, 1682-1706)
- Imerina: Andriamasinavalona (rege, cca. 1675-1710)
- Imperiul otoman: Ahmed al III-lea (sultan din dinastia Osmană, 1703-1730)
- Kanem-Bornu: Idris al IV-lea (sultan, cca. 1694-cca. 1711)
- Maroc: Moulay Ismail (sultan din dinastia Alaouită, 1672-1727)
- Munhumutapa: Nyamaende Mhande (rege din dinastia Munhumutapa, 1694-1707)
- Oyo: Jayin (rege, ?-?) (?) și Ayibi (?-?) (?)
- Rwanda: Mibambwe al II-lea Gisanura (rege, cca. 1696-cca. 1720)
- Sennar: Badi al III-lea (al-Ahmar) ibn Unsa (I) (sultan, 1692-1716)
- Tunisia: Hussein I ibn Ali (bey din dinastia Husseinizilor, 1705-1735)
- Wadai: Iakub Arus ibn Kharut (sultan, 1681-1707)

## Asia

### Orientul Apropiat
- Iran: Hussain I (șah din dinastia Safavidă, 1694-1722)
- Imperiul otoman: Ahmed al III-lea (sultan din dinastia Osmană, 1703-1730)
- Yemen, statul Sanaa: al-Mahdi Muhammad (imam, 1687-1716)

### Orientul Îndepărtat
- Atjeh: Djamal al-Alam Badir al-Munir (sultan, 1703-1726)
- Birmania, statul Arakan: Sandawimala (rege din dinastia de Mrohaung, 1700-1706)
- Birmania, statul Toungoo: Sane (rege, 1698-1714)
- Cambodgea: Preah Ang Sor al II-lea (Samdech Preah Chea Barommo Suren Reachea Thireach Reamea) (rege, 1674-1695, 1696-1699, 1701-1702, 1704-1706)
- China: Shengzu (Xuanye) (împărat din dinastia manciuriană Qing, 1662-1722)
- Coreea, statul Choson: Sukchong (Yi Sun) (rege din dinastia Yi, 1675-1720)
- India, statul Moghulilor: Muhyi ad-Din Muhammad Aurangzeb (Alamgir I) (împărat, 1658-1707)
- Japonia: Higașiyama (împărat, 1687-1709) și Tsunayoși (principe imperial din familia Tokugaua, 1680-1709)
- Laos, statul Lan Xang: Sai Ong Hue (Sai Settha-thirath al II-lea) (rege, 1700-1707/1735; ulterior, rege în Laosul inferior, 1707/1712-1722/1735)
- Maldive: Muzhir ad-Din Ibrahim (sultan, 1701-1705) și Imam ad-Din Muhammad al II-lea (sultan, 1705-1721)
- Mataram: Amangkurat al III-lea (Sunan Mas) (sultan, 1703-1705) și Pakubuwono (Sunan Puger) (sultan, 1705-1719)
- Nepal (Benepa): Bhupatindramalla (rege din dinastia Malla, 1695-1721/1722)
- Nepal (Kathmandu): Jagajjayamalla (rege din dinastia Malla, 1702-1732)
- Nepal, statul Gurkha: Șri Prithvipati Șah (rajah, 1669-1714/1716)
- Sri Lanka, statul Kandy: Vimala Dharma Surya al II-lea (rege, 1687-1707)
- Thailanda, statul Ayutthaya: Sanpet al VIII-lea (Prachao Sua) (rege, 1703-1709)
- Tibet: bLo-bzang bZan-rgya-mtsho Tsans-dbyang rgya-mtsho (dalai lama, 1696-1706)
- Tibet: Panchen bLo-bzangYe-shes dPal-bzan-po (Lobzang Yeshe) (panchen lama, 1663-1737)
- Vietnam, statul Dai Viet: Le Hi-tong (Chung hoang-de) (rege din dinastia Le târzie, 1676-1705) și Le Du-tong (Hoa huang-de) (rege din dinastia Le târzie, 1705-1729)
- Vietnam (Hue): Nguyen Phuc Chu (rege din dinastia Nguyen, 1691-1725)
- Vietnam (Taydo): Trinh Can (rege din dinastia Trinh, 1682-1709)